# Lago Municipal
O Parque Ecológico Diva Paim Barth, conhecido como Lago Municipal, é um espaço de conservação ambiental e lazer localizado na região central do município de Toledo, no estado brasileiro do Paraná.
Considerado ponto turístico, o complexo conta com diversas atrações, como um lago de 35 mil metros quadrados, o Aquário Municipal, o Jardim Zoobotânico e o Horto Florestal.

## Histórico
Originalmente conhecido como "Banhado da Dona Diva", o local era um charco pertencente à pioneira Diva Paim Barth. A área trazia diversos problemas para a região, como insetos e animais peçonhentos, além do acúmulo de lixo.
O projeto do Parque Ecológico foi lançado oficialmente em 1984, mas o topógrafo Henrique Isernhagem sonhava com uma área verde de lazer desde meados da década de 1960. Com o apoio do arquiteto e criador do plano de urbanização, Enio Luiz Perin, em 1978 a ideia ganhou forma e as obras foram iniciadas.
Foi inaugurado em 4 de novembro de 1988.

## Atrações

### Aquário Municipal Dr. Romolo Martinelli
Implantado sobre a então Concha Acústica Bonifácio Dewes, é o único aquário de água doce do sul do país a manter espécies da Bacia do Rio Paraná.
O arquiteto toledano Enio Luiz Perin é autor do projeto da antiga estrutura e de sua adaptação arquitetônica. Com cerca de quatrocentos metros quadrados, conta com nove tanques de água doce de vários tamanhos para abrigar peixes de acordo com o porte, hábitos e espécies, além de um tanque marinho, com espécimes exóticos e diversos corais.
Em seu acervo há mais de sessenta variedades de peixes originárias das bacias hidrográficas dos rios  Paraná,  Iguaçu e  Amazonas. O acesso ao local é gratuito e o número de visitantes varia entre cinco e seis mil por mês.
Foi inaugurado em 8 de dezembro de 2007.

### Jardim Zoobotânico de Toledo - "Parque das Aves"
Localizado no Horto florestal, o "Parque das Aves" é um zoológico público de pequeno porte, inaugurado em 2007. Abriga diversas espécies,  principalmente aves vítimas de maus-tratos ou contrabando que foram apreendidas. Tem como objetivo a reabilitação, conservação, pesquisa e educação ambiental. A visitação ocorre através da trilha interpretativa, num percurso de quase um quilômetro, passando por um viveiro comunitário de aves, o que proporciona um contato maior com os animais.